# Atlas Teliano
Atlas Teliano (em árabe: الاطلس التلي; em cabila: Di atlas udraren) é um cadeia montanhosa com mais de 1 500 km de comprimento que faz parte da cordilheira do Atlas, no Norte de África. Estende-se paralelamente à costa mediterrânica desde Marrocos até à Tunísia, concentrando-se sobretudo na Argélia.
Juntamente com o Atlas saariano a sul, constitui a cadeia mais setentrional de duas cadeias paralelas que se aproximam uma da outra a leste, permanecendo bastante distintas entre elas na Argélia oriental e juntam-se na Argélia ocidental. Na sua extremidade ocidental, junta-se às cadeias do Rife e do Médio Atlas. Entre estas duas gigantescas barreiras naturais, intercalam-se vastas planícies e planaltos férteis, ricos em flora e fauna, nomeadamente a planície de Setif e os vales do Chelife e Hodna. A cadeia forma uma barreira natural entre o deserto do Saara e o Mediterrâneo.
O seu ponto mais alto é o Lalla-Cadija, que se eleva a 2 308 m de altitude no maciço de Jurjura, na Argélia.

## Clima e características naturais
O clima é do tipo mediterrânico, com verões quentes e secos e invernos temperados, chuvosos e com neve nas altitudes mais altas. Em consequência disso, as vertentes norte estão florestadas com o endémico abeto da Argélia (Abies numidica), cedro do Atlas, pinheiros e sobreiros. No verão, o siroco, um vento quente e seco que sopra do Saara em direção a norte provoca dias poeirentos e secos ao longo das montanhas e da costa norte africana.
Apesar do clima árido, encontram-se algumas explorações cerealíferas de cevada e trigo na região do Atlas Teliano. A garganta de Chiffa é um dos pouco locais onde subsiste o macaco-de-gibraltar (Macaca sylvanus), uma espécie ameaçada de primata.

## Bibiografia
- Hance, William Adams (1975). The Geography of Modern Africa (em inglês) 2ª ed. [S.l.]: Columbia University Press. 657 páginas. ISBN 0231038690
- Hogan, C. Michael,  Strõmberg, Nicklas, ed., Barbary Macaque: Macaca sylvanus (em inglês), Globaltwitcher.com